# Don Drummond
Don Drummond (Kingston, Jamaica 12 de març 1932 - 6 de maig 1969) famós trombonista de música de ska i compositor, fou un dels membres originals del mític grup The Skatalites i compongué moltes de les seves cançons.

## Biografia musical
La seva carrera musical va començar a mitjan anys 50 amb Eric Deans All-Stars. Va continuar als anys 60 amb altres, entre ells Kenny Williams.
Amb el naixement del ska Don es va unir a The Skatalites. El seu nom va arribar a ser conegut a Jamaica, abans de començar amb els seus problemes mentals. El pianista George Shearing el va considerar com un dels 5 millors trombonista del món.
El 1965 va ser tancat a la presó per l'assassinat de la ballarina exòtica i cantant Anita "Margarita" Mahfood, l'1 de gener de 1965. Fou internat a l'Asilo de Belle Vue de Kingston, on va quedar-s'hi fins al dia de la seva mort.

## Mort
La causa oficial de la seva mort va ser suïcidi, però altres teories estableixen, que els seus companys creuen que va ser part d'un complot per part del govern contra l'escena musical de Kingston, altres creuen que va ser assassinat per mafiosos per venjar-se de l'assassinat de Mahfood.